# Strigoderma physopleura
Strigoderma physopleura är en skalbaggsart som beskrevs av Bates 1888. Strigoderma physopleura ingår i släktet Strigoderma och familjen Rutelidae. Inga underarter finns listade i Catalogue of Life.